# АЕС Каміносекі
Атомна електростанція Каміносекі (яп. 上関原子力発電所, Kaminoseki genširjoku hacudenšo) — планована атомна електростанція в Японії. Вона буде розташована поблизу міста Каміносекі в районі Кумаге префектури Ямаґуті. Планування та всі роботи на місці були зупинені в жовтні 2012 року після аварії на атомній електростанції «Фукусіма-Даїчі» у 2011 році, але підготовчі роботи для відновлення проекту тривали з 2016 року. Реактори електростанції використовуватимуть для охолодження воду з Внутрішнього моря. Електростанція належатиме й управлятиметься Chugoku Electric Power Company.

## Історія

### Початки
Плани щодо АЕС Каміносекі були вперше представлені Chugoku Electric Power Company у 1982 році. Однак місцеві жителі тоді зустріли це спротивом, і резолюцію проекту було відкладено до 1983 року.
Через шістнадцять років, у 1999 році, Chugoku Electric подала звіт про екологічну оцінку в Агентство природних ресурсів та енергетики. Через рік, у 2000 році, агентство запросило додаткову оцінку. У 2008 році оператор отримав державний дозвіл на рекультивацію води та подав дозвіл на будівництво одного з реакторів. У 2010 році Агентство з ядерної та промислової безпеки запросило подальші геологічні дослідження. Між 2009 і 2011 роками, ще до аварії на АЕС у Фукусімі, рекультивація та вишукувальні роботи компанії зіткнулися з сильним опором.

### Аварія на Фукусімі
Усі роботи з майбутнього будівництва Каміносекі були припинені після аварії на Фукусімі. Спочатку очікувалося, що будівництво першого блоку розпочнеться в червні 2012 року, а другого – у 2018 році. У жовтні 2012 року Chugoku Electric Power Company подала заявку на продовження дозволу на рекультивацію громадської води, схваленого в 2008 році. Уряд префектури Ямаґуті схвалив заявку в серпні 2016 року, продовживши можливість компанії рекультивувати ділянку до липня 2019 року. Пізніше заплановану дату будівництва з липня 2019 року перенесли на січень 2023 року. Проте будівництво ще не розпочато (лютий 2025 року). У квітні 2024 року розпочато пошукове буріння для можливого будівництва тимчасового сховища відпрацьованого ядерного палива, виробленого на АЕС.
Електростанція матиме два киплячі реактори японської розробки ABWR. Очікується, що вони будуть поставлені Mitsubishi Heavy Industries. Кожен з блоків матиме валову електричну потужність 1373 МВт і чисту – 1325 МВт.

## Інформація про реактори
| Реактор      | Тип реактора | Продуктивність | Продуктивність | Початок будівництва | Підключення до мережі | Введення в експлуатацію | Закриття |
| Реактор      | Тип реактора | Нетто          | Брутто         | Початок будівництва | Підключення до мережі | Введення в експлуатацію | Закриття |
| ------------ | ------------ | -------------- | -------------- | ------------------- | --------------------- | ----------------------- | -------- |
| Каміносекі-1 | ABWR         | 1325 МВт       | 1373 МВт       | заплановано         | заплановано           | заплановано             |          |
| Каміносекі-2 | ABWR         | 1325 МВт       | 1373 МВт       | заплановано         | заплановано           | заплановано             |          |